# Cleome bororensis
Cleome bororensis är en paradisblomsterväxtart som först beskrevs av Johann Friedrich Klotzsch, och fick sitt nu gällande namn av Daniel Oliver. Cleome bororensis ingår i släktet paradisblomstersläktet, och familjen paradisblomsterväxter. Inga underarter finns listade i Catalogue of Life.